# Kroksjön (Ronneby socken, Blekinge, 622879-146429)
Kroksjön är en sjö i Ronneby kommun i Blekinge och ingår i Ronnebyån-Vierydsåns kustområde. Sjön är 1,8 meter djup, har en yta på 0,051 kvadratkilometer och är belägen 21 meter över havet.